# Garnering

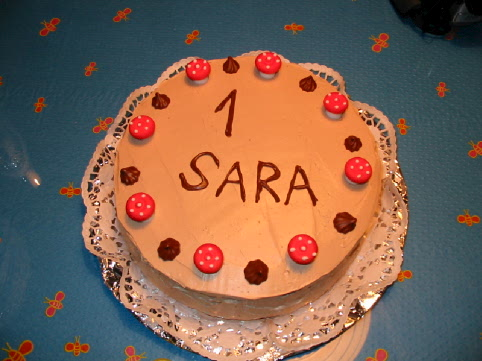
Garnering på en födelsedagstårta.

Garnering syftar på oftast ätliga dekorationer på bakverk, antingen i form av vispgrädde, marsipan och andra sorters täckande material, eller som lockande inslag: frukt och bär, godisbitar och chokladfigurer. En vanlig garnering kan vara konstnärligt formgiven text som anknyter till en storhelg eller annan bemärkelsedag. Bland oätliga dekorationer kan nämnas tårtljus och tomtebloss.

## Bilder

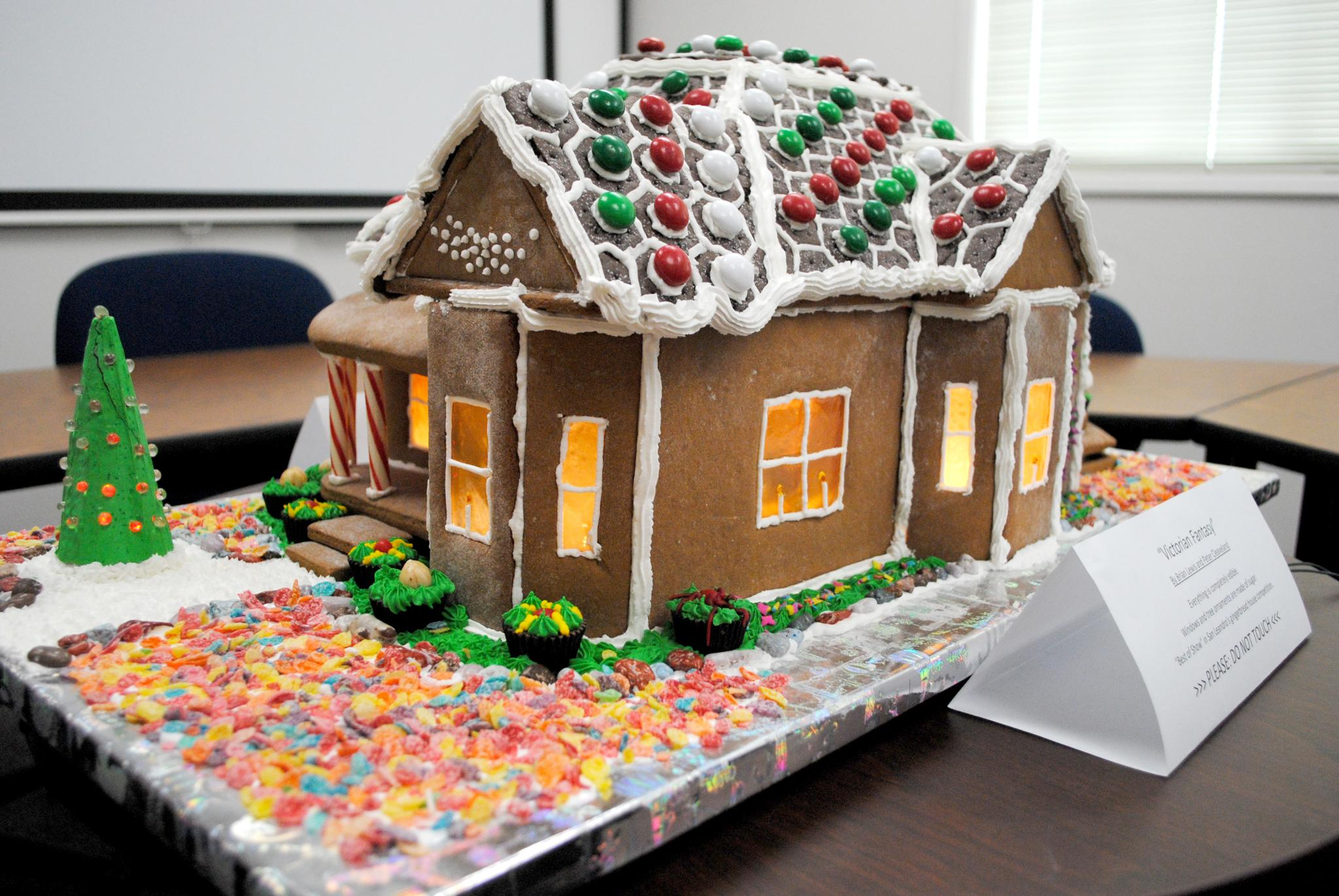
Pepparkakshus med garnering i kristyr och godis
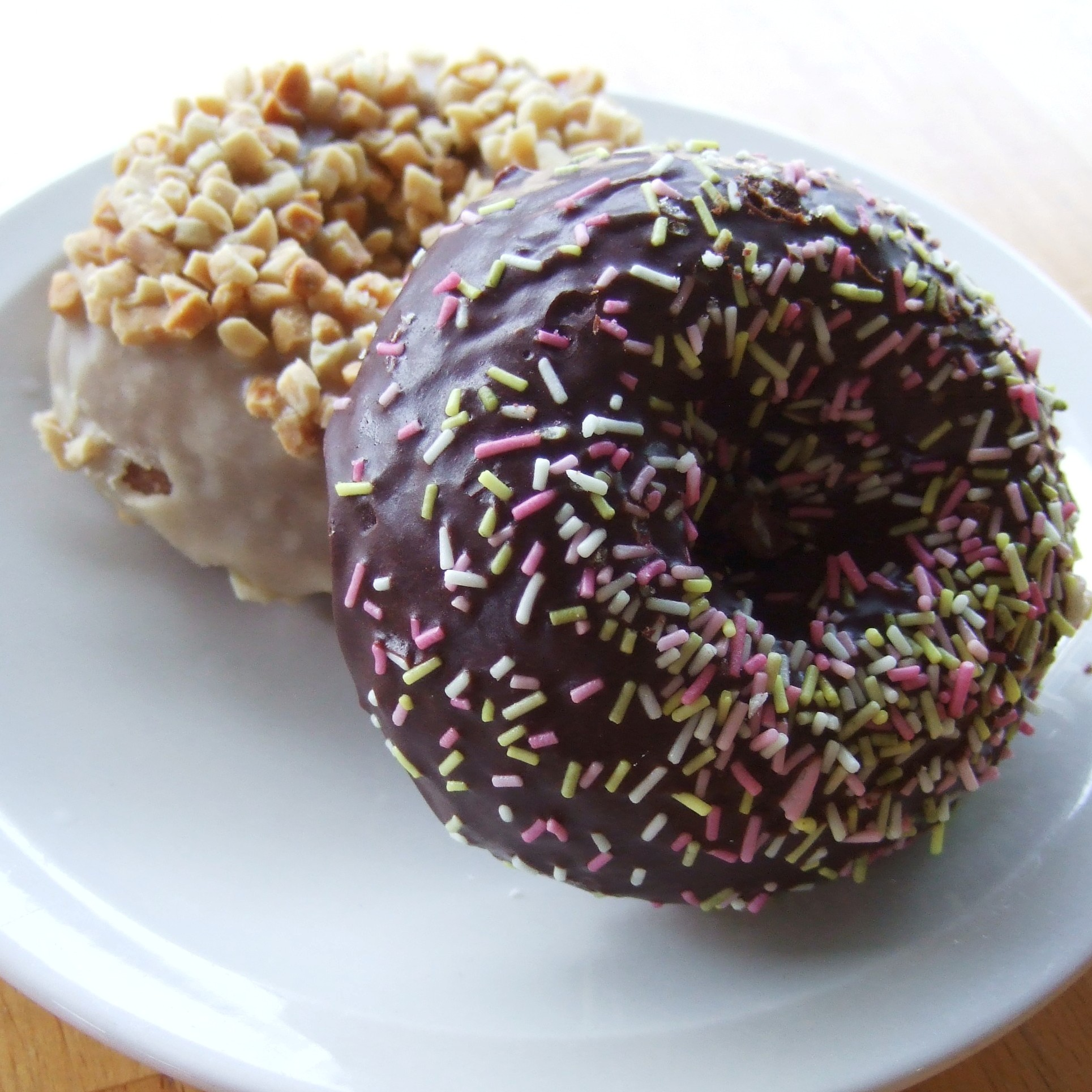
Nötkross och strössel är vanlig garnering